# Perennibranchiat
Perennibranchiat ist ein Begriff aus der Zoologie, der beschreibt, dass ein Organismus während seines gesamten Lebenszyklus’ Kiemen (lateinisch branchae) als Atmungsorgane behält. Dies trifft im Allgemeinen auf mehrere Amphibienarten wie den Gefleckten Furchenmolch (Necturus maculosus) zu. In einigen Fällen ist nur ein kleiner Teil der Population perennibranchiat. Es kommt jedoch auch vor, dass das Merkmal innerhalb der Population vorherrschend ist. Im Falle des Rauhäutigen Gelbbauchmolches (Taricha granulosa) in der Kaskadenkette sind 87 … 100 % der Population perennibranchiat.
Die gegensätzliche Bezeichnung (die Organismen verlieren im Laufe ihres Lebenszyklus’ die Kiemen) lautet caducibranchiat.